# 500 km di Magny-Cours
La 500 km di Magny-Cours è stata una corsa automobilistica di velocità in circuito, valida per il Campionato mondiale sportprototipi nel 1991 e 1992.

## Albo d'oro
| Anno | Nome                  | Piloti                      | Vettura | Resoconto |
| ---- | --------------------- | --------------------------- | ------- | --------- |
| 1991 | 430 km di Magny-Cours | Yannick Dalmas Keke Rosberg | Peugeot | Resoconto |
| 1992 | 500 km di Magny-Cours | Mauro Baldi Philippe Alliot | Peugeot | Resoconto |